# Henry Richardson Procter
Henry Richardson Procter (* 6. Mai 1848 in Lowlights bei Tynemouth; † 17. August 1927 in Newlyn, Cornwall) war ein britischer Chemiker, der sich mit der Chemie von Gerbprozessen bei der Lederherstellung befasste.
Procters Vater leitete eine Gerberei und Procter lernte zunächst das Handwerk bei seinem Vater, bevor er Chemie am Royal College of Chemistry in London studierte. Danach arbeitete er für Gerbereien und befasste sich wissenschaftlich mit Gerbverfahren. 1891 wurde er Dozent und später Professor für Lederchemie am Yorkshire College (der späteren University of Leeds). Dort gründete er ein Forschungslabor. 1918 wurde er emeritiert.
Er befasste sich mit allen Bereichen der Gerberei und klärte das Phänomen des Quellens von Kollagen im Leder unter Säureeinwirkung.
Er war Fellow der Royal Society.

## Schriften
- Tanning, 1885
- Leather Ind. Lab. Book, 1898
- Principles of Leather Manufacture, 1903